# Nebuloasa Saturn

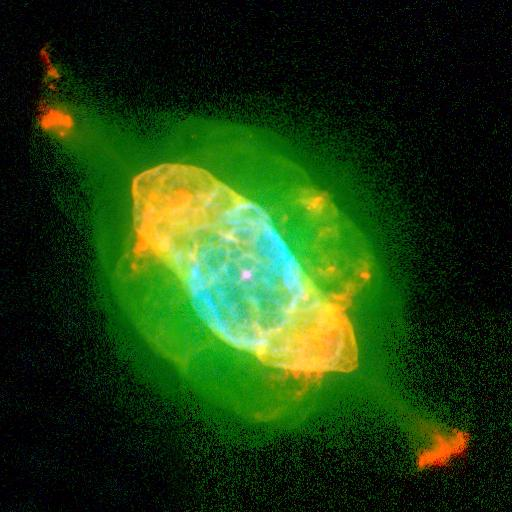
Nebuloasa Saturn

NGC 7009 sau Caldwell 55 (sau Nebuloasa Saturn) este o nebuloasă planetară din constelația Vărsătorul. Observată printr-un telescop mic, această nebuloasă are o culoare verde-gălbuie. Denumirea comună provine de la aspectul nebuloasei, care aduce aminte de planeta Saturn. 
Nebuloasa Saturn a fost descoperită de William Herschel pe 7 septembrie 1782. 